# キンメリッジアン
| 累代        | 代     | 紀       | 世           | 期                     | 基底年代 Mya |
| ----------- | ------ | -------- | ------------ | ---------------------- | ------------ |
| 顕生代      | 新生代 | 新生代   | 新生代       |                        | 66           |
| 顕生代      | 中生代 | 白亜紀   | 後期白亜紀   | マーストリヒチアン     | 72.1         |
| 顕生代      | 中生代 | 白亜紀   | 後期白亜紀   | カンパニアン           | 83.6         |
| 顕生代      | 中生代 | 白亜紀   | 後期白亜紀   | サントニアン           | 86.3         |
| 顕生代      | 中生代 | 白亜紀   | 後期白亜紀   | コニアシアン           | 89.8         |
| 顕生代      | 中生代 | 白亜紀   | 後期白亜紀   | チューロニアン         | 93.9         |
| 顕生代      | 中生代 | 白亜紀   | 後期白亜紀   | セノマニアン           | 100.5        |
| 顕生代      | 中生代 | 白亜紀   | 前期白亜紀   | アルビアン             | 113          |
| 顕生代      | 中生代 | 白亜紀   | 前期白亜紀   | アプチアン             | 125          |
| 顕生代      | 中生代 | 白亜紀   | 前期白亜紀   | バレミアン             | 129.4        |
| 顕生代      | 中生代 | 白亜紀   | 前期白亜紀   | オーテリビアン         | 132.9        |
| 顕生代      | 中生代 | 白亜紀   | 前期白亜紀   | バランギニアン         | 139.8        |
| 顕生代      | 中生代 | 白亜紀   | 前期白亜紀   | ベリアシアン           | 145          |
| 顕生代      | 中生代 | ジュラ紀 | 後期ジュラ紀 | チトニアン             | 152.1        |
| 顕生代      | 中生代 | ジュラ紀 | 後期ジュラ紀 | キンメリッジアン       | 157.3        |
| 顕生代      | 中生代 | ジュラ紀 | 後期ジュラ紀 | オックスフォーディアン | 163.5        |
| 顕生代      | 中生代 | ジュラ紀 | 中期ジュラ紀 | カロビアン             | 166.1        |
| 顕生代      | 中生代 | ジュラ紀 | 中期ジュラ紀 | バトニアン             | 168.3        |
| 顕生代      | 中生代 | ジュラ紀 | 中期ジュラ紀 | バッジョシアン         | 170.3        |
| 顕生代      | 中生代 | ジュラ紀 | 中期ジュラ紀 | アーレニアン           | 174.1        |
| 顕生代      | 中生代 | ジュラ紀 | 前期ジュラ紀 | トアルシアン           | 182.7        |
| 顕生代      | 中生代 | ジュラ紀 | 前期ジュラ紀 | プリンスバッキアン     | 190.8        |
| 顕生代      | 中生代 | ジュラ紀 | 前期ジュラ紀 | シネムーリアン         | 199.3        |
| 顕生代      | 中生代 | ジュラ紀 | 前期ジュラ紀 | ヘッタンギアン         | 201.3        |
| 顕生代      | 中生代 | 三畳紀   | 後期三畳紀   | レーティアン           | 208.5        |
| 顕生代      | 中生代 | 三畳紀   | 後期三畳紀   | ノーリアン             | 227          |
| 顕生代      | 中生代 | 三畳紀   | 後期三畳紀   | カーニアン             | 237          |
| 顕生代      | 中生代 | 三畳紀   | 中期三畳紀   | ラディニアン           | 242          |
| 顕生代      | 中生代 | 三畳紀   | 中期三畳紀   | アニシアン             | 247.2        |
| 顕生代      | 中生代 | 三畳紀   | 前期三畳紀   | オレネキアン           | 251.2        |
| 顕生代      | 中生代 | 三畳紀   | 前期三畳紀   | インドゥアン           | 251.902      |
| 顕生代      | 古生代 | 古生代   | 古生代       |                        | 541          |
| 原生代      | 原生代 | 原生代   | 原生代       |                        | 2500         |
| 太古代      | 太古代 | 太古代   | 太古代       |                        | 4000         |
| 冥王代      | 冥王代 | 冥王代   | 冥王代       |                        | 4600         |
| 1. 2. 3. 4. |        |          |              |                        |              |

キンメリッジアン（英語: Kimmeridgian）は、1億5730万年前（誤差100万年）から1億5210万年前（誤差90万年）にあたるジュラ紀の地質時代名の一つ。
なお、「キンメリッジ階」「キンメリッジアン階」という名称があるが、これらは時代を示すものではない。「階」は地層に対して当てられる単位（層序名）であり、層序名「キンメリッジ階」「キンメリッジアン階」と時代名「キンメリッジ期」「キンメリッジアン期」は対を成す関係である。詳しくは「累代」を参照のこと。
スーパーサウルスなど大型の恐竜が知られるモリソン累層は1億5630万年前から1億4580万年前にかけて堆積し、キンメリッジアンから前期チトニアンに該当する。

## 層序学的定義
キンメリッジアン階の名前はイングランドに位置するドーセット海岸のキンメリッジ村に由来し、1842年にフランスの博物学者アルシド・ドルビニが論文で時代名を発表した。
歴史的に、キンメリッジアンという用語は異なる2つの使われ方をしてきた。キンメリッジアンの基底は同じであったが、最上部はイギリスの層序学者によりポートランディアンの基底として定義された一方、フランスではチトニアンの基底として定義された。この違いは完全に解決されておらず、国際層序委員会のタイムスケールではチトニアンがキンメリッジアンの上の階とされている。
キンメリッジアンの基底はアンモナイトの種である Pictonia baylei が地質柱状図に初めて現れる地点で、模式地はイギリス南海岸のキンメリッジ。キンメリッジアンの最上部、すなわちチトニアンの基底はアンモナイトの種 Hybonoticeras hybonotum が初めて出現する地点であり、これは磁気異常 M22An の最上部とも一致する。

## 日本において
高知県に分布する七良谷層からは、中部-上部キンメリッジアン階のアスピドセラス属のアンモナイトと最下部チトニアン階のHybonoticeras属のアンモナイト（両属ともテチス海領域を中心にゴンドワナ大陸辺縁から太平洋南部まで広く分布）が産出する。七良谷層はこれまで鳥巣層群の直下に位置するとされていたが、少なくとも一部が重複するキンメリッジアン - チトニアン階の地層である可能性が高い。福島県中村層群中ノ沢層もキンメリッジアン階にあたり、アンモナイト・二枚貝・巻貝・六放サンゴ・腕足動物・甲殻類・ウニ・ウミユリ・海生爬虫類など海洋生物の化石が多産する。特に石灰質砂泥底層と石灰質泥底層の二枚貝化石は先述の鳥巣層群の多様な二枚貝と種レベルで一致し、当時の環境推定において重要視されている。